# Alu Menziken Gruppe

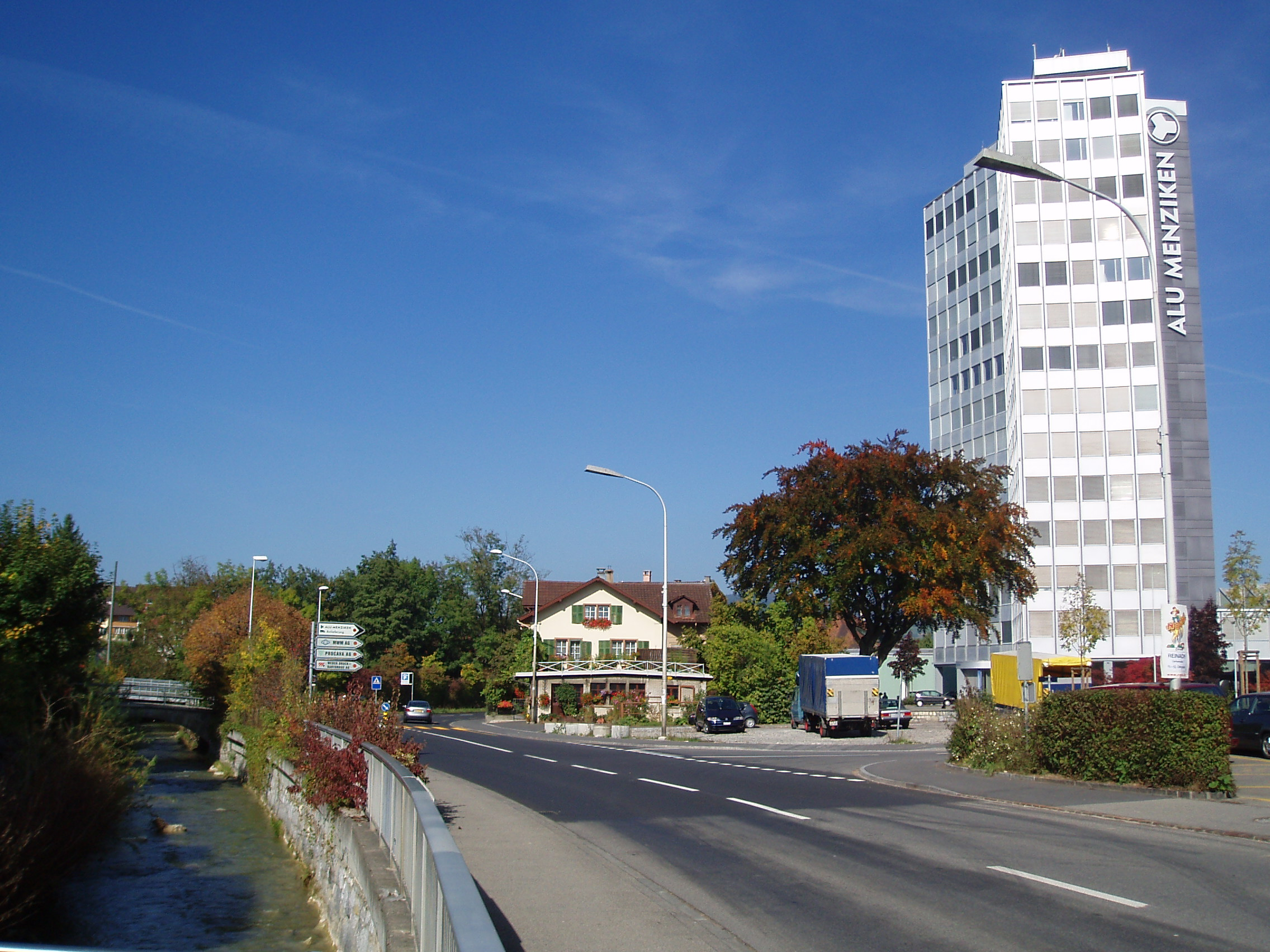
Ehemalige Firmenzentrale in Menziken (Schweiz)

Die Alu Menziken Gruppe ist ein Aluminiumverarbeitungskonzern mit Hauptsitz in Reinach AG in der Schweiz. Ihr Spezialgebiet ist die Herstellung von Halbfabrikaten und (bearbeiteten) Komponenten aus Aluminium aber auch das Gießen von Aluminium Billets. Dabei können nahezu alle Aluminiumlegierungen verarbeitet werden (1xxx, 2xxx, 3xxx, 5xxx, 6xxx und 7xxx Serie). Die Alu Menziken Gruppe besteht aus der Alu Menziken Extrusion AG (Produktionsstandorte in Reinach und Menziken im Aargau), der Alu Menziken Euromotive GmbH in Ranshofen, Oberösterreich und der Alu Menziken S.R.L. in Satu Mare, Rumänien. Alu Menziken ist eine 100-prozentige Tochter der chinesischen Mengtai Germany GmbH, einer 100 % Tochtergesellschaft der Mengtai Group.
Durch verschiedene Übernahmen avancierte die Alu Menziken Gruppe mit ihren vier Standorten zu einem bedeutenden Aluminiumhersteller in Europa. Heute bedient die Alu Menziken Gruppe folgende  Geschäftsfelder: Aerospace, Automotive, Pneumatics, Construction, Rail, Solar und Industrial Components.

## Geschichte
Gegründet wurde das Unternehmen 1897 in Fleurier von dem aus Menziken stammenden Heinrich Alfred Gautschi unter dem Namen Gautschi & Jequier. Der Firmensitz wurde 1903 nach Gontenschwil und 1908 nach Menziken verlegt. Von 1946 bis 1993 hiess das Unternehmen Aluminium AG Menziken. 1995 gliederte die mittlerweile, unter anderem durch verschiedene Zukäufe, zu einem Konzern organisierte Alu Menziken Gruppe ihre Aktivitäten in die drei Sparten Halbzeug, Guss und Flugzeugmaterial auf.
1998 gelang es dem Sandguss-Team in Gontenschwil das schwerste Alu-Gussstück der Welt mit einem Gewicht von 7,3 Tonnen zu giessen. Die Leistung fand Aufnahme ins Guinness-Buch der Rekorde.
Nach einer strategischen Neuausrichtung begann Alu Menziken ab Ende 2002 nicht mehr zum Kerngeschäft gehörende Geschäftsbereiche schrittweise zu veräussern. Zunächst wurde die auf die Herstellung von Gehäusesystemen spezialisierte Almatec AG verkauft. 2004 zog sich Alu Menziken aus dem Druckgussgeschäft zurück und veräusserte ihre 250 Mitarbeiter zählende Tochtergesellschaft Injecta Druckguss AG an eine private Investorengruppe. 2005 wurde die auf Metal Service spezialisierte Tochtergesellschaft Alu Menziken Metall Service Menziken AG an die Debrunner Koenig Holding verkauft.
Anfang Juli 2007 gab die Eigentümerfamilie Gautschi den Verkauf der Alu Menziken Gruppe an den neu entstandenen Industriekonzern Montana Tech Components bekannt. Im Zuge der Integration wurde die ehemalige Tochtergesellschaft Universal Alloy Corp. (UAC) aus der Alu Menziken Gruppe herausgelöst. Die beiden weiterhin als eigenständig am Markt auftretenden Unternehmen bilden heute die Geschäftseinheit Aerospace & Industrial Components von Montana Tech Components, die mit einem Weltmarktanteil von 40 Prozent Marktführer bei den leichten und mittleren bzw. weltweite Nummer zwei bei den schweren Aluminiumprofilen für die Luftfahrtindustrie ist.
Ende 2024 wurde die Alu Menziken an die private Unternehmensgruppe Mengtai Group Co. Ltd. mit Sitz in Ordos (Innere Mongolai) verkauft und gehört seit diesem Zeitpunkt zur Mengtai Germany GmbH.

## Alu Menziken Extrusion AG
Die Alu Menziken Extrusion AG ist ein weltweit führender Hersteller von Aluminiumprofilen und komplexen Strangpressprodukten, die höchste Anforderungen bezüglich Legierungseigenschaften, Toleranzen und Oberflächen erfüllen. Neben dem Extrudieren von Aluminiumprofilen wird in der Schweiz auch Oberflächenbearbeitung- (CNC Fräsen) und Behandlung (Anodisierung, Pulverbeschichtung) durchgeführt. In Reinach befindet sich außerdem das Tech Center der Alu Menziken, aus welchem Engineering Dienstleistungen angeboten werden. Das Unternehmen mit Sitz in Reinach/AG, Schweiz, beschäftigt 220 Mitarbeiter. Die AME ist eine 100 % Tochter der Mengtai Germany GmbH. Zu den bekanntesten Kunden zählen Bosch, Hilti, SMC, Pilatus, Stadler, Diehl, Airbus, Boeing, Premium Aerotec und Roche.

## Alu Menziken Euromotive GmbH
Alu Menziken Euromotive GmbH in Ranshofen (Oberösterreich) bietet die gesamte Bandbreite von der Entwicklung, dem Prototypenbau bis zur Endmontage von Leichtbaukomponenten im Automobil- und Luftfahrtbereich an. Die Firma Alu Menziken Euromotive GmbH wurde im November 2014 als 100 % Tochter der Alu Menziken Extrusion AG gegründet und hat 130 Mitarbeiter. Im Bereich Automotive werden Crash-Management-Systeme, Sitzstrukturen, Überrollschutzsysteme und Batterieboxen für Premium-PKW, Sportwagen und E-Mobilität entwickelt und hergestellt. Im Luftfahrtbereich hat sich Alu Menziken auf Flugzeugsitzstrukturen, Komponenten für die Flugzeug-Inneneinrichtung sowie Komponenten für Jet-Triebwerke spezialisiert. Die Kernkompetenzen in Ranshofen liegen im Bereich CNC-Fräsen, Sägen, Biegen, Strecken und dem Schweißen von Bauteilen. Die Exportquote beträgt rund 80 Prozent. Zu den bekanntesten Kunden zählen Recaro Aircraft Seating, Daimler, BMW, Bentley Porsche, KTM, Audi, Rolls-Royce, Aston Martin und die FACC.

## Alu Menziken S.R.L.
Anfang November 2018 wurde ein Werk in Satu Mare (Rumänien) eröffnet. Dafür wurden Investitionen in Höhe von rund 50 Millionen Euro aufgewendet. In diesem Werk werden Billets gegossen, die dann auf zwei Extrusionsmaschinen zu Profilen verarbeitet und dann zur weiteren Bearbeitung innerhalb des Konzerns weitergesandt oder auf dem freien Markt verkauft werden. Durch das neue Werk in Rumänien wurden bisher rund 250 Arbeitsplätze geschaffen.

## Auszeichnungen
Recaro Aircraft Seating hat zur 8. Global Supplier Conference 2016 Alu Menziken Euromotive GmbH für seine Kapazitätserweiterungen und die vorbildliche Zusammenarbeit mit einem „Supplier of the Year Award“ ausgezeichnet.